# Museo Arqueológico de Jordania
El Museo Arqueológico de Jordania (en árabe: متحف الآثار الأردني) está situado en la cima de la Ciudadela en Amán (Jordania) y fue construido en 1951. Presenta objetos de los sitios arqueológicos de Jordania, que datan desde la prehistoria hasta el siglo XV. Las colecciones se presentan en orden cronológico e incluyen elementos de la vida cotidiana, como pedernal, vidrio, metal y objetos de cerámica, así como elementos más artísticos como joyas y estatuas. El museo incluye algunas de las estatuas de 'Ain Ghazal, que se encuentran entre las más antiguas jamás hechas por la civilización humana.

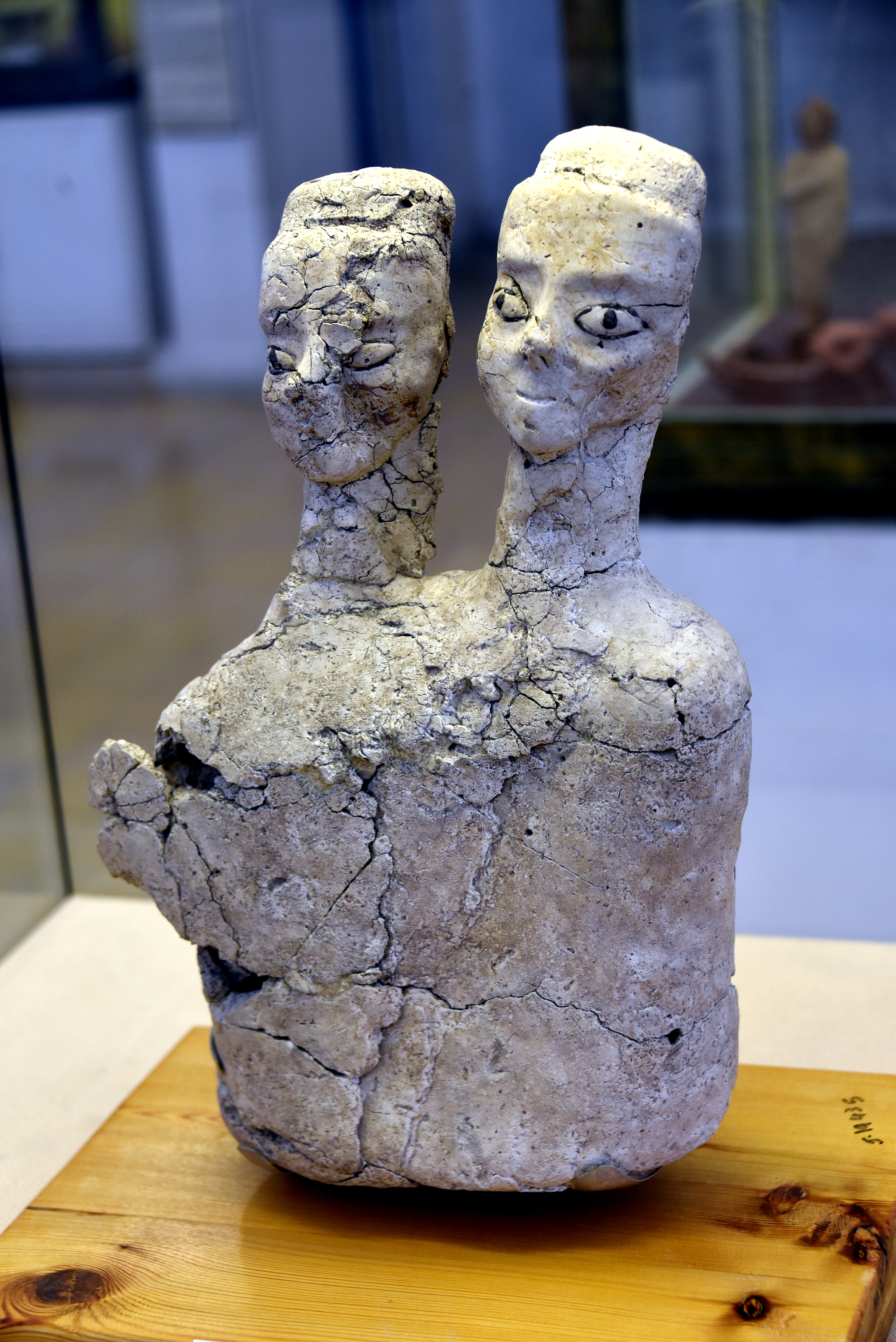
Estatuas de 'Ain Ghazal, que se encuentran entre las más antiguas jamás hechas.

## Ubicación
El museo está ubicado en la Ciudadela de Amán, uno de los lugares más antiguos y continuamente habitados del mundo. Cerca de la colina hay dos sitios históricos, el Templo Romano de Hércules que data del siglo II, y un palacio Omeya que data del siglo VIII. 
Anteriormente, el museo albergaba algunos de los Manuscritos del Mar Muerto, incluido el único Rollo de Cobre, que ahora se exhiben en el recientemente establecido Museo de Jordania.